# Chaba Fadela
Chaba Fadela aussi appelée Cheba Fadela, née le 5 février 1962 à Oran, est une chanteuse de raï et actrice algérienne.

## Biographie
Elle commence sa carrière musicale à huit ans, devient choriste dans le groupe de Boutaïba Sghir et enregistre ses premières chansons sous l'impulsion de Rachid Baba Ahmed à la fin des années 70. Elle joue également dans la troupe théâtrale d'Abdelkader Alloula.
Elle est la première femme à lutter contre l'interdiction des femmes chanteuses dans les salles de spectacle en Algérie, et s'inscrit aussi dans le renouveau de la musique raï, qui est redynamisée par l'émergence d'une génération de chebs (jeunes), passionnés de variétés rocks ou libanaises, de rock, introduisant dans le raï traditionnel des synthétiseurs, des cuivres, des accordéons et des guitares électriques.
Chaba Fadéla se marie avec Cheb Sahraoui et le couple enregistre, en duo, en 1983, le titre N'sel Fik (Tu es à moi), composé par Rachid Baba Ahmed. En 1993, le couple enregistre l'album Walli avec Bill Laswell à New York.
En mars 1994, son ami le metteur en scène Abdelkader Alloula est assassiné à Oran, à la sortie de son domicile. En avril 1994, au Festival Musicolor de Montreuil, Cheb Sahraoui indique à un journaliste du journal Le Monde : « Le raï est peut-être provocant, mais les intégristes, qui recrutent leur clientèle chez les jeunes des quartiers populaires, exactement comme nous, ne peuvent toucher ni au raï, ni au sport ». « Pour combien de temps ? », complète-t-elle. En septembre de la même année, Cheb Hasni, le roi du raï sentimental, est à son tour assassiné à Oran, à nouveau, à l'angle de la rue où il vivait. Fadela émigre en France en 1995, avec ses enfants, pour poursuivre une carrière européenne. Le couple se sépare à la fin des années 1990, et Fadela poursuit depuis une carrière solo.